# Kostel svatého Václava (Třebívlice)
Kostel svatého Václava v Třebívlicích je římskokatolický farní kostel v obci Třebívlice v okrese Litoměřice. Tato raně barokní sakrální stavba se nachází na nepravidelném rozlehlém náměstí po jeho západní straně ve svahu. Poblíž kostela je také hřbitov a fara. Od roku 1964 je kostel chráněn jako kulturní památka.

## Historie

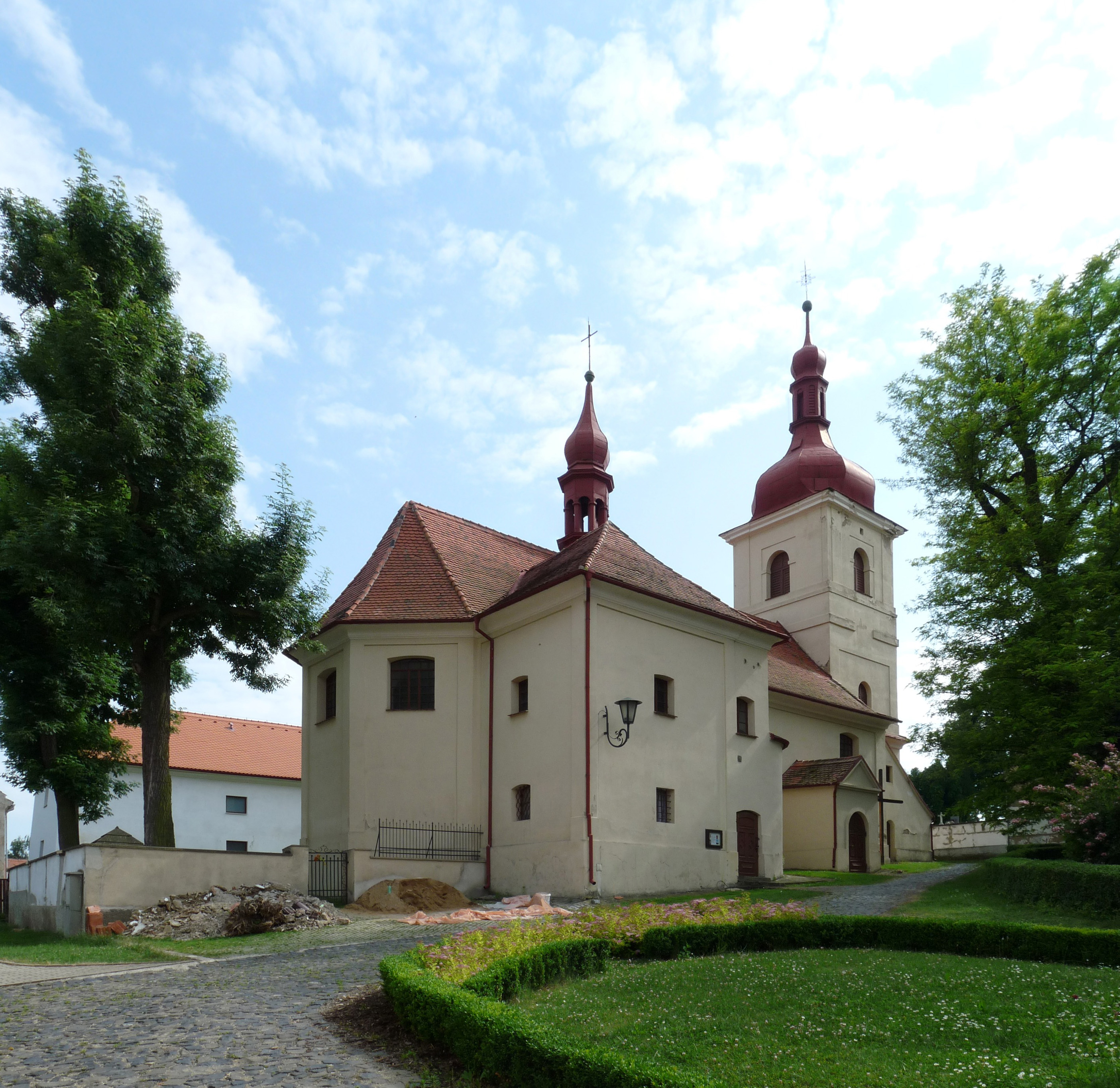
Závěr a bok kostela sv. Václava v Třebívlicích

Současný kostel nahradil v 17. století zřejmě starší gotickou stavbu. Věž postavil v roce 1695 P. Bianco. Úprava celého kostela proběhla v roce 1720.

## Architektura
Kostel je jednolodní, orientovaný a obdélný. Má trojboce uzavřený odsazený presbytář s vysokým přístavkem sakristie a oratoře po severní straně. Po severní straně lodi se nachází předsíň. V západním průčelí stojí hranolová věž.
Boční fasády jsou hladké. Na nárožích lodi i presbytáře se nacházejí lizénové rámce. Okna jsou segmentově zakončená. Předsíň má polokruhově zakončený vstup, oválné vpadlé pole a trojúhelný štít. Je kryta plochým stropem a vedení z ní do lodi barokní plastický portál s mohutně vylamovanými horními rohy a segmentovým nástavcem. Věž s cibulovou bání má v přízemí při nárožích lizénové rámce a obdélný portál s uchovitě zalamovaným rámcem a trojúhelným nástavcem. V prvním a druhém patře věže jsou polokruhově zakončená okna. V prvním patři při nárožích jsou lizénové rámce. Ve druhém patře jsou pilastry. Po severní straně se nachází úzký přístavek schodiště do prvního patra. Nad presbytářem je vysoký sanktusník.
Presbytář je sklenut valenou klenbou s lunetami a v závěru třemi kápěmi (klenebními plochami) s lunetami, které se sbíhají na konzoly. Po severní straně je obdélný portál vedoucí do sakristie. Nad ním je velký polokruhový oblouk, jímž je otevřena oratoř s plochým stropem. Triumfální oblouk je segmentový, s římsou. V lodi je strop s fabionem a dřevěná kruchta, která spočívá na dvou dřevěných pilířích. V podvěží se nachází předsíň, která je o několik stupňů výše položená než loď kostela. Je sklenutá valbovou klenbou s dvěma lunetami s hřebínky. Je otevřená do lodi vysokým polokruhově zakončeným otvorem.

## Zařízení

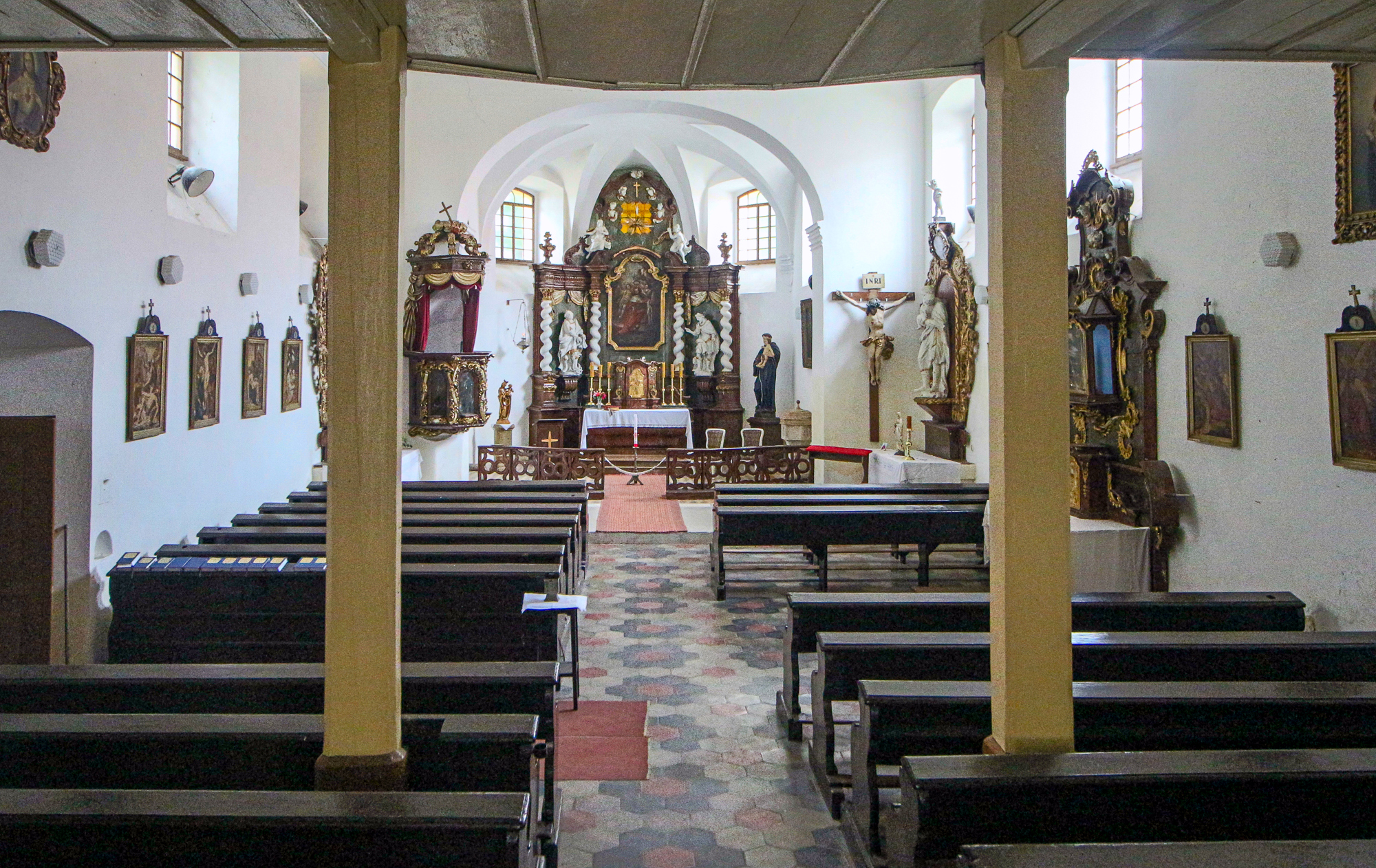
Interiér kostela sv. Václava

Hlavní oltář je rokokový z poloviny 18. století. Je na něm obraz sv. Václava pocházející ze stejného období, kdy byl kostel vystavěn. Dále jsou na hlavním oltáři sochy sv. Petra a sv. Pavla, a andílci. Boční barokní protějškové oltáře pocházejí z 1. čtvrtiny 18. století. Jsou opatřeny sochami sv. Anny a sv. Josefa v životní velikosti. Oltář Panny Marie je rokokový se zasklenou skříňkou (svatyňkou), se sochami sv. Kateřiny a sv. Barbory, anděly a andílky. Barokní kazatelna pochází z 1. čtvrtiny 18. století. Je vybavena sochami evangelistů a páskovou a akantovou ornamentikou. V kostele jsou také obrazy. Obraz Ukřižování je z konce 16. století a obraz sv. Václava z 1. poloviny 18. století. Barokní socha sv. Aloise je z 1. poloviny 18. století. Pozdně renesanční kamenná křtitelnice je z konce 16. století. Na křtitelnici je reliéfní výzdoba znázorňující Křest Kristův, Kristus a apoštolové, a dále donátora s rodinou. Reliéf je pobíjen ornamentem. V severozápadní části lodi byly do dlažby lodi zapuštěny dva znakové náhrobníky.

## Okolí kostela
Fara z roku 1778 je volně stojící, obdélnou, jednopatrovou budovou s bosovanými nárožími a obdélnými okny. Schodiště je sklenuto plackami a valeným pásy. Při vstupu do fary se zde nalézá kovaný rokokový zámek. Socha sv. Aloise s chronogramem 1769 je signován „B. Eder f.“ Na náměstí stojí barokní, výklenková kaple z 1. poloviny 18. století. Kaple je opatřena pilastry a trojúhelným štítem. Uvnitř se nachází socha sv. Jana Nepomuckého, která je datovaná na soklu rokem 1713.

### Zajímavost

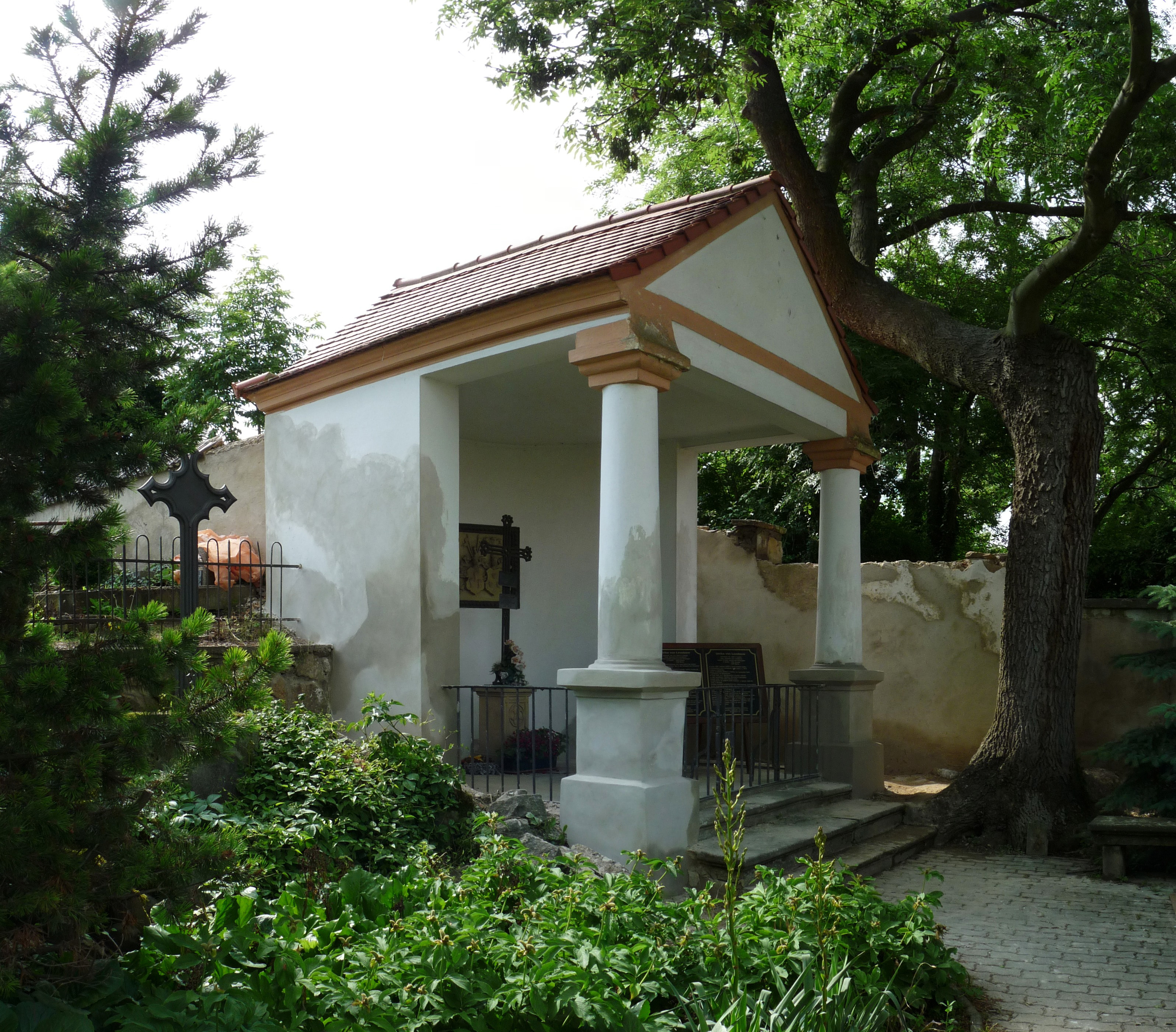
Hrobka Ulriky von Levetzow na hřbitově u kostela sv. Václava

Na přilehlém hřbitově je pohřbena Ulrika von Levetzow, poslední láska Johanna Wolfganga von Goetheho a poslední šlechtická majitelka obce.